# Diduga annulata
Diduga annulata är en fjärilsart som beskrevs av George Francis Hampson 1900. Diduga annulata ingår i släktet Diduga och familjen björnspinnare. Inga underarter finns listade i Catalogue of Life.